# Humblotia flavirostris
El papamoscas de las Comoras (Humblotia flavirostris) es una especie de ave paseriforme de la familia Muscicapidae endémica de Gran Comora, la isla principal de las Comoras, donde habita en los bosques de las laderas del monte Karthala. Es la única especie del género Humblotia. El nombre de su género conmemora al naturalista francés Léon Humblot.

## Descripción
El papamoscas de las Comoras mide alrededor de 14 cm de largo. Sus partes superiores son pardo grisáceas, mientras que sus partes inferiores son blanquecinas con un denso vetado pardo. Del mismo modo presenta la frente y parte frontal del píleo con fondo claro y veteado pardo. Su pico y patas son de color naranja amarillento.  

## Comportamiento
Se alimenta de insectos que atrapa con vuelos cortos despegando desde su posadero, en las ramas bajas de un árbol o un arbusto. Con frecuencia se alimenta en grupos de dos o tres. 
Su nido tiene forma de cuenco y está situado en lo alto de un árbol. La nidada suele constar de al menos dos huevos.
Está amenazado por la pérdida de hábitat, por la destrucción y degradación de los bosques, y la introducción de especies foráneas. Su población consta de 10.000 a 19.000 individuos y está en declive, por lo que se clasifica como especie en peligro de extinción.